# Nkuwu a Ntinu
Nkuwu a Ntinu est le quatrième dirigeant ou manikongo du royaume du Kongo au milieu du XVe siècle, de la dynastie Kilukeni. 

## Biographie
Nkuwu a Ntinu est le fils du fondateur du Kongo, Lukeni lua Nimi. On sait peu de choses sur lui ou sur son règne si ce n'est qu'il n'a régné qu'après que ses deux cousins aient été roi. Cela était exigé du fondateur du royaume pour garder le jeune État uni. Le roi Nkuwu a Ntinu est le père de Nzinga Nkuwu, le roi régnant sur le Kongo lorsque les Portugais arrivent en 1483. Le roi Nkuwu a Ntinu est le dernier des rois préchrétiens du Kongo.